# Digby Morton

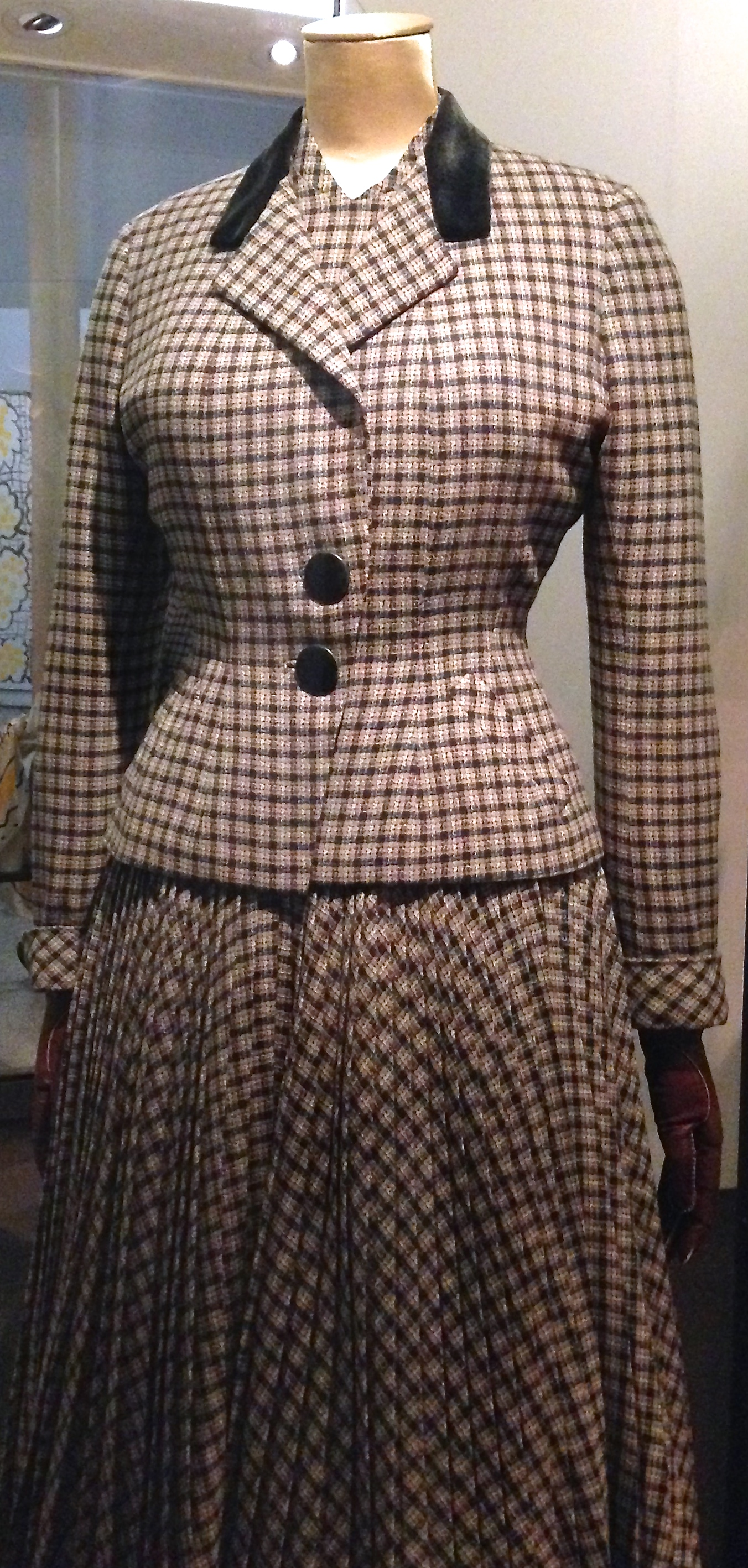
Saco y vestido de Digby Morton.

Henry Digby Morton (Dublín, 27 de noviembre de 1906-Londres, 5 de diciembre de 1983) fue un diseñador de moda irlandés.

## Biografía
Estudió arquitectura en la Dublin Metropolitan School of Art. En 1923 se instaló en Londres, donde trabajó para firmas como Selfridges, Liberty y Jay's. En 1928 fue uno de los fundadores de la firma de sastrería Lachasse. En 1933 creó su propio negocio con su nombre.
Durante la Segunda Guerra Mundial colaboró con el proyecto Utility Scheme instituido por la Cámara de Comercio Británica para diseñar ropa utilitaria y de bajo coste. En 1942 fue uno de los fundadores de la Incorporated Society of London Fashion Designers. En 1947 creó una línea para exportar sus diseños a Estados Unidos. En 1957 cerró su línea de alta costura y se centró en el diseño de ropa deportiva, hasta su retiro en 1973.
Morton se movió en un estilo clásico, con diseños gráciles y fluidos elaborados sobre todo en seda, tweed y punto de Aran. Uno de sus mayores logros fue convertir el traje sastre, hasta entonces de severo diseño, en una prenda más cómoda y a la moda.